# Zagroda Wsi Pszczyńskiej

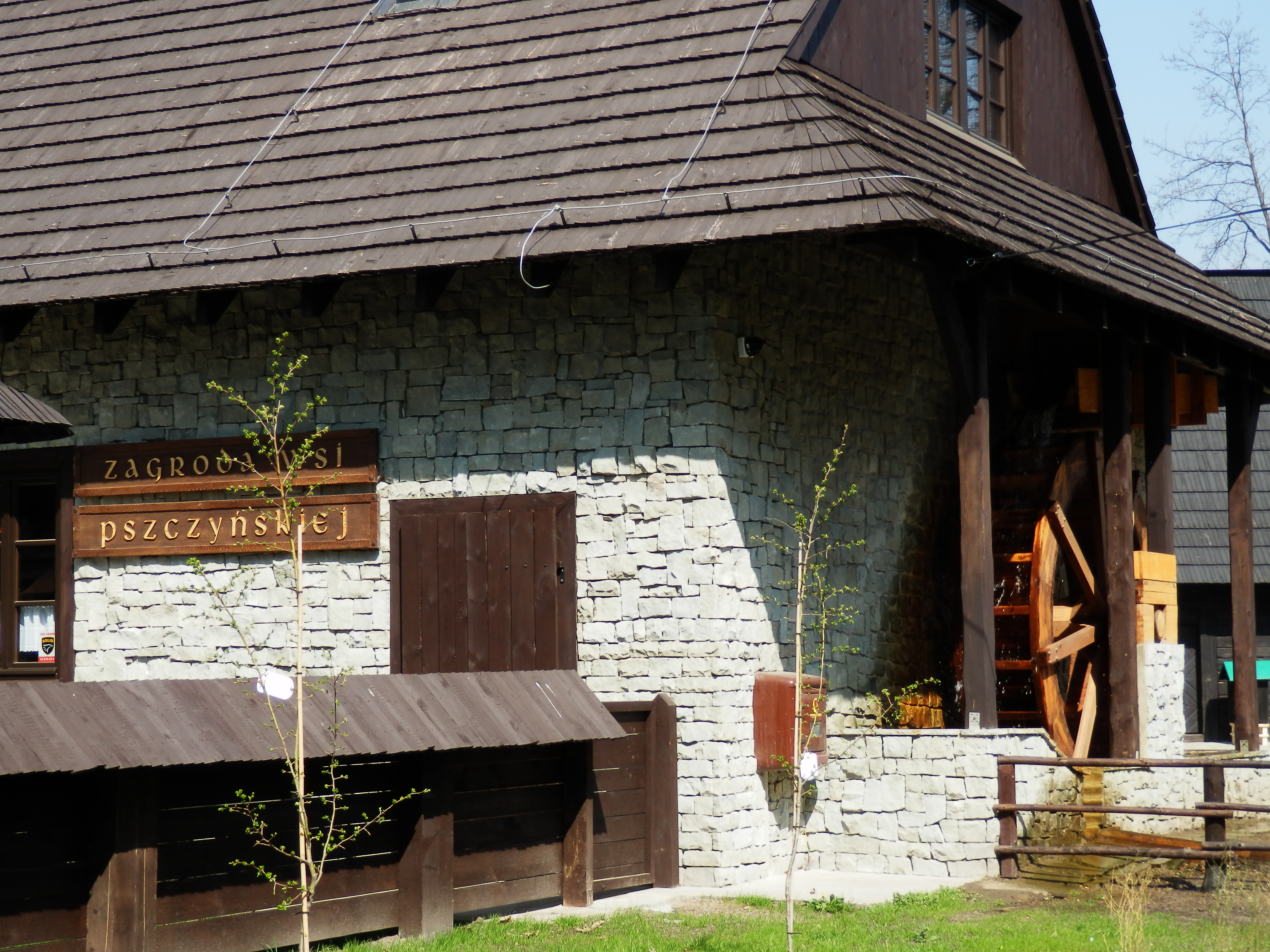
Skansen – Zagroda Wsi Pszczyńskiej po rozbudowie w 2013 roku

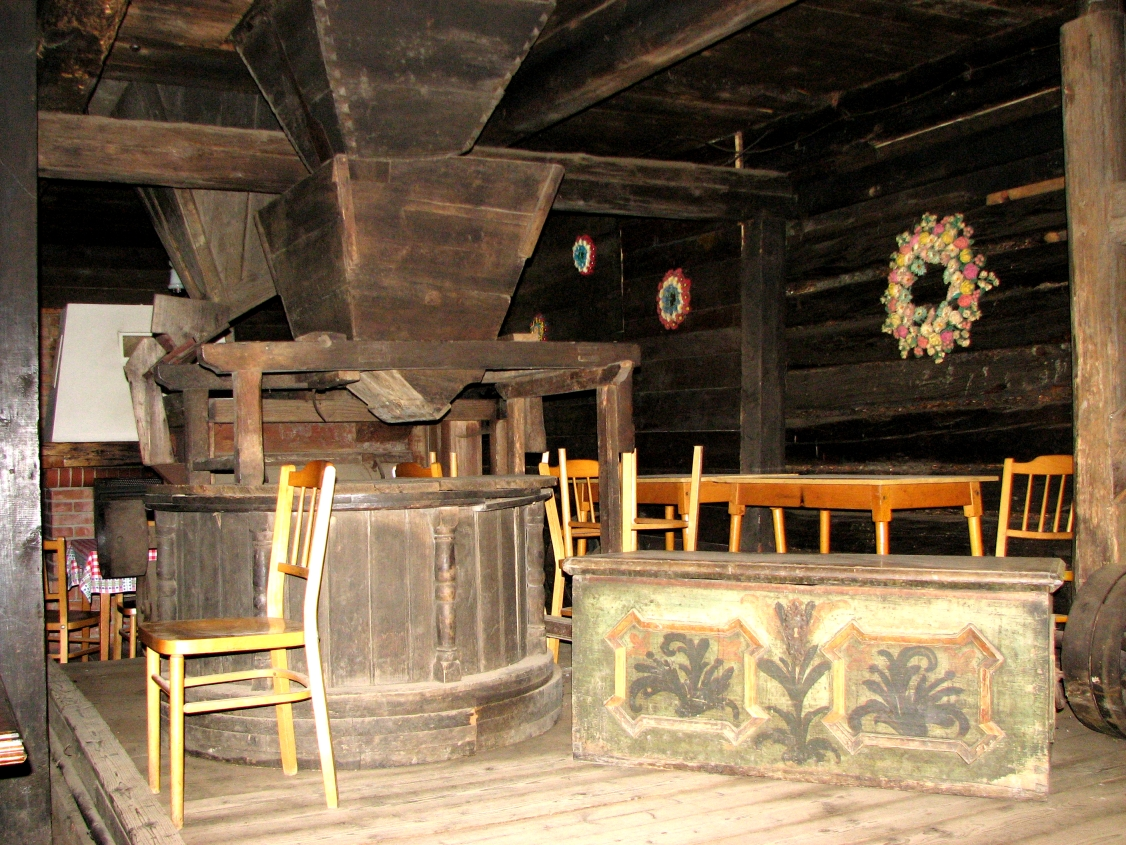
Młyn wodny z Bojszów

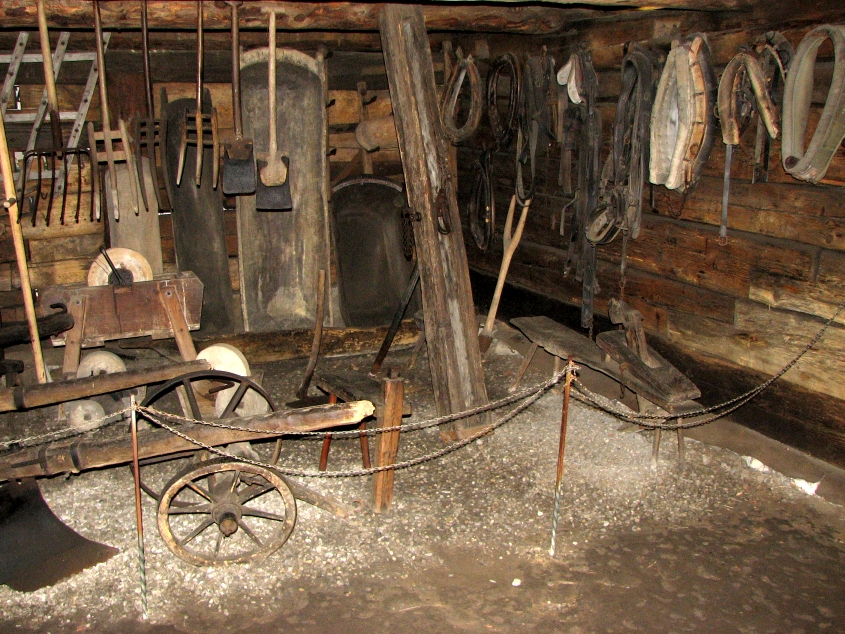
Ekspozycja w wozowni

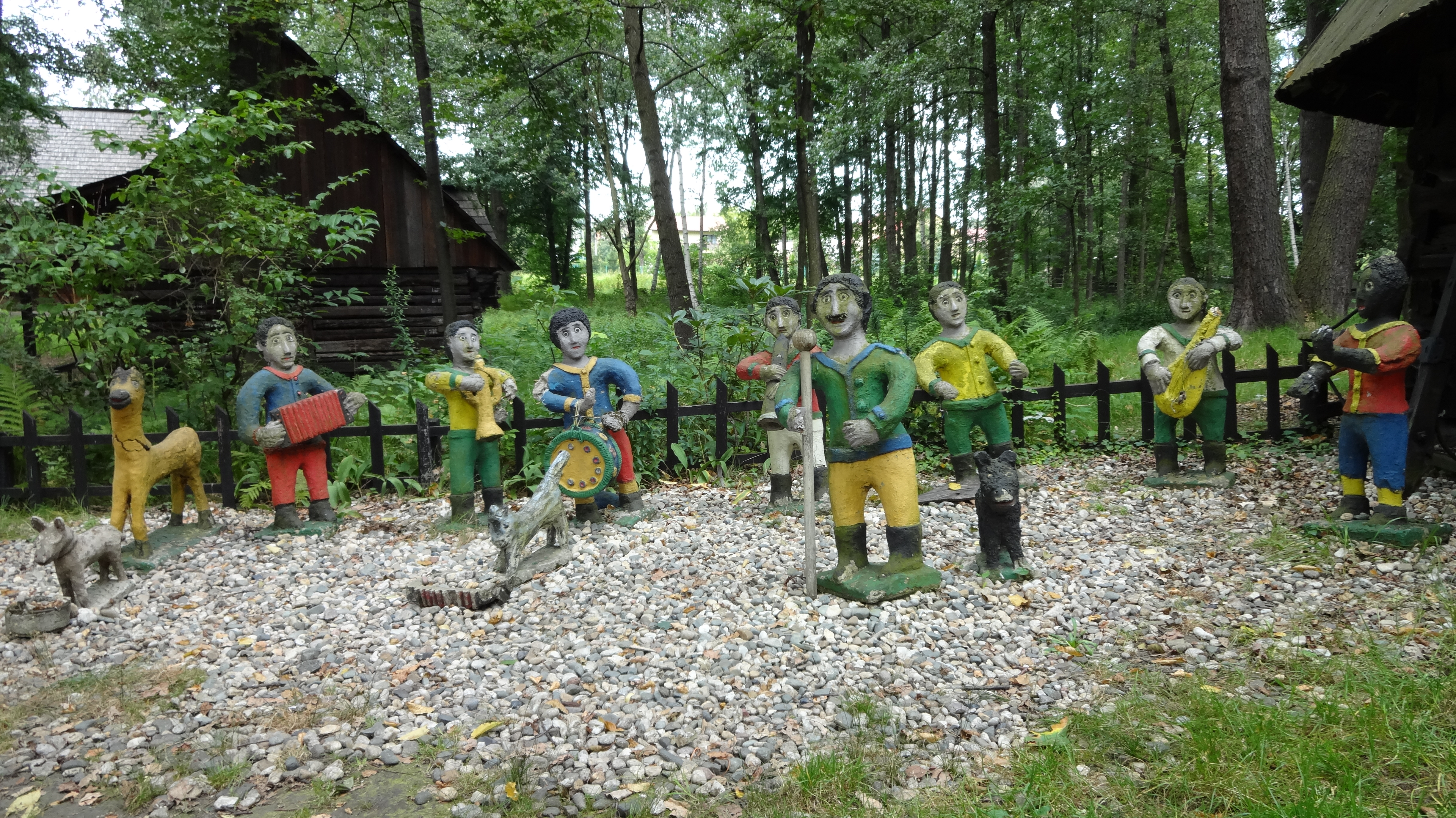
Rzeźby

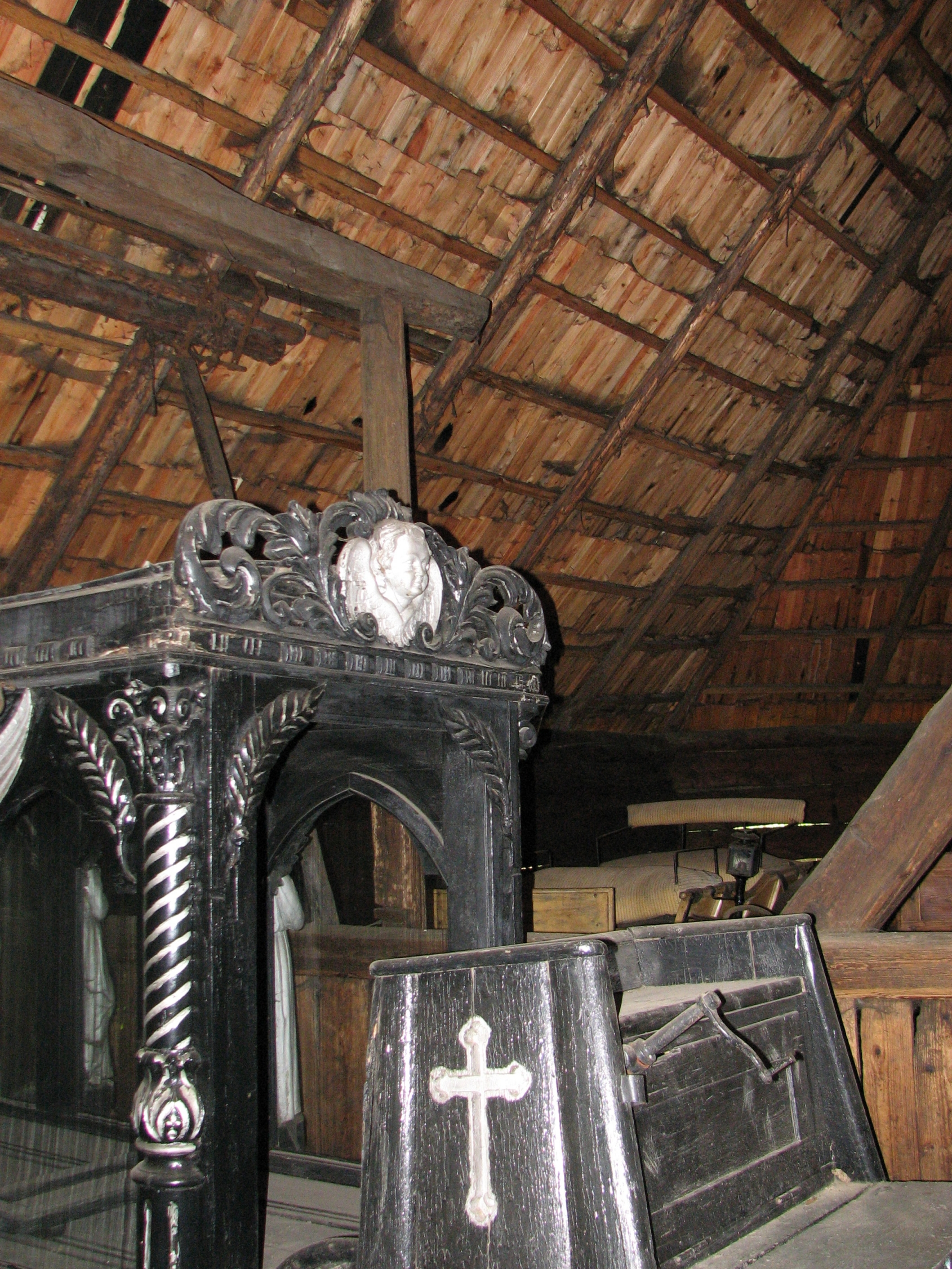
Ekspozycja w stodole z Kryr, karawan

Zagroda Wsi Pszczyńskiej – skansen w Pszczynie, grupujący zabytki drewnianej architektury ludowej z regionu pszczyńskiego. Został utworzony w 1975 roku na powierzchni ok. 2 ha na terenie Parku Kolejowego (dziś zwanego Dworcowym). Po rozbudowie w 2013 roku skansen zyskał m.in. replikę młyna wodnego, budynek usługowy z kasą i sklepem z pamiątkami oraz altanę położoną nad stawem.
Skansen jest położony we wschodniej części zabytkowego parku pszczyńskiego. Na blisko dwóch hektarach zgromadzono kilkanaście obiektów architektury drewnianej ziemi pszczyńskiej. Najstarszym zabytkiem jest spichlerz dworski z Czechowic (1784). Prawdziwą atrakcją jest również stodoła ośmioboczna z Kryr (XVIII w.), chałupa z Grzawy (1831), kuźnia z Goczałkowic (XIX w.) i młyn wodny z Bojszów, w którym dzisiaj mieszczą się sale wystawowe.

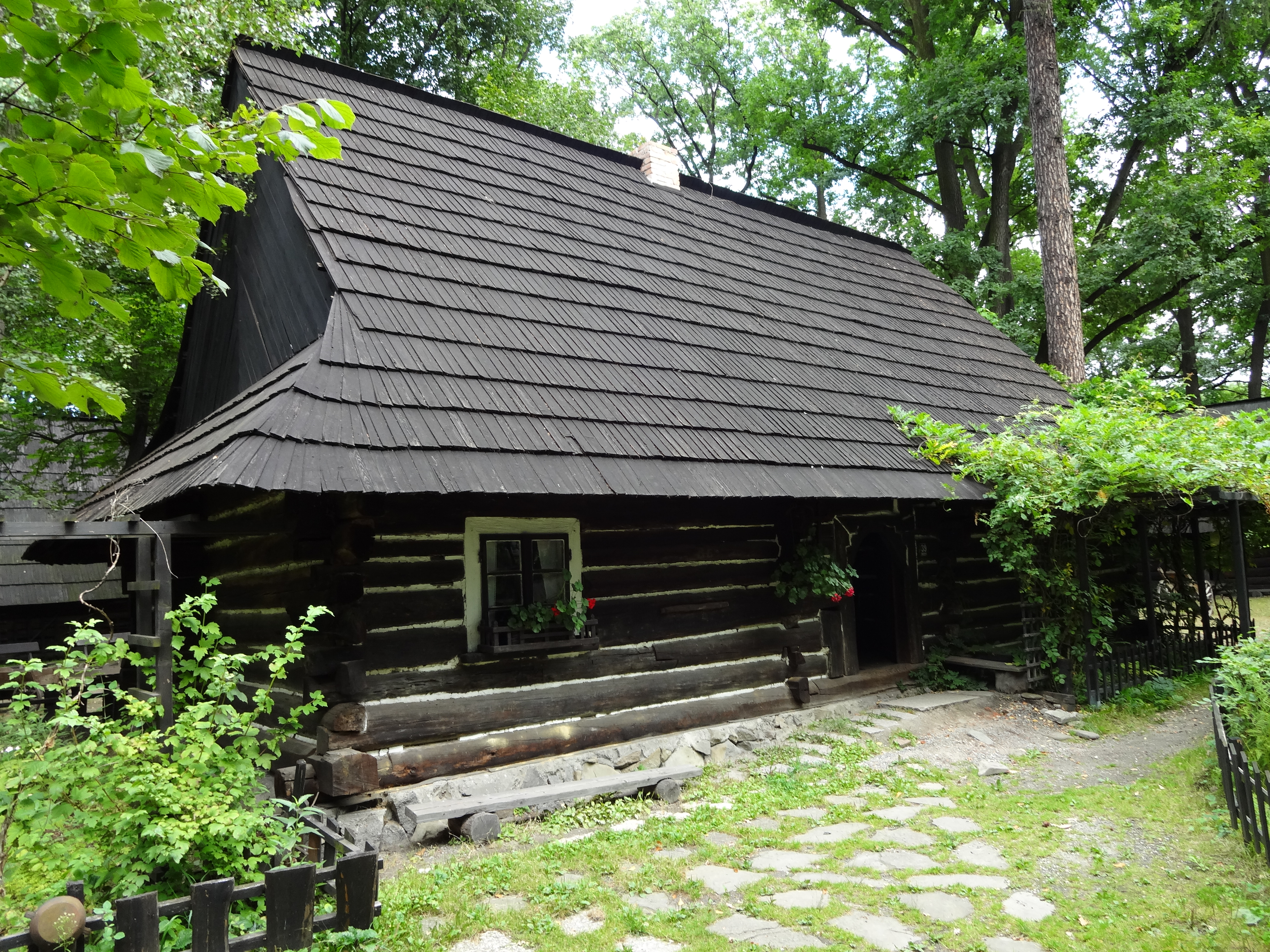
Skansen – Zagroda Wsi Pszczyńskiej

O znaczeniu historycznym i turystycznym Zagrody Wsi Pszczyńskiej świadczy fakt wpisania jej do Szlaku Architektury Drewnianej opracowanego przez Urząd Marszałkowski, który to szlak łączy najcenniejsze i najciekawsze przykłady drewnianej architektury sakralnej i świeckiej Górnego Śląska.
Wyjątkowość skansenu drzemie w zabytkowych chałupach, z których większość to budynki z oryginalnych materiałów. W ich wnętrzach zebrano wiele autentycznych sprzętów, są wśród nich m.in. rolnicze i rzemieślnicze narzędzia codziennego użytku, wozy drabiniaste („drabinioki”), sanie towarowe, eleganckie bryczki, meble oraz interesujące eksponaty sztuki ludowej.
W skansenie prowadzone są również warsztaty edukacyjne, a na imprezach folklorystycznych, m.in. „Spotkaniach Pod Brzymem” spotykają się zespoły regionalne. Charakter miejsca oddają także inscenizacje obrzędów wielkanocnych i wieczerzy wigilijnej.
W skład ekspozycji wchodzą m.in.:
- szopa na siano z Frydku,
- wiata bramna z Golasowic (dawniej brama kościelna),
- stodółka z Kobielic,
- masztalnia z Wisły Wielkiej,
- spichlerz z Rudołtowic,
- wozownia z Miedźnej,
- stodoła z Kryr,
- pasieka,
- studnia z Łąki,
- kapliczka słupowa z Poręby
- młyn z wiatrakiem z Zebrzydowic,
- chałupa mieszkalna z Grzawy,
- kuźnia z Goczałkowic,
- młyn wodny z Bojszów.

Skansen znajduje się na Szlaku Architektury Drewnianej województwa śląskiego w pętli pszczyńskiej.